# Латаши
Латаши (укр. Латаші) — село на Украине, находится в Народичском районе Житомирской области.
Код КОАТУУ — 1823787802. Население по переписи 2001 года составляет 318 человек. Почтовый индекс — 11423. Телефонный код — 4140. Занимает площадь 1,31 км².

## Адрес местного совета
11422, Житомирская область, Народичский р-н, с.Старый Дорогинь